# 3C 179
3C 179とは、クエーサーである。
3C 179は、地球から95億6000万光年離れたところにある。超長基線電波干渉法による観測で、このクエーサーから生じているジェットは、見かけの速度が光速の7.6倍で運動しているように見える。このようなクエーサーは超光速クエーサーと呼ばれており、この種の天体としては5番目に発見されたものである。また、このクエーサーは秒単位の大きさの二重ローブ構造を持っており、二重ローブ構造を持つ最初の超光速クエーサーの発見である。
ジェットの速度が超光速運動に見えるのは、あくまでも見かけの上であり、本当に超光速運動をしているわけではない。ジェットそのものの運動と、クエーサーの後退速度の組み合わせによる結果である。この性質により、3C 179の物理的性質の多くが観測困難である。